# Intendencia del Chocó
La intendencia del Chocó fue una antigua entidad territorial de Colombia que correspondía a la totalidad del hoy departamento del Chocó, ubicado al noroccidente de este país. La entidad fue creada por medio del decreto 1347 de 1906, que separó la provincia del Chocó del departamento del Cauca. Finalmente el 3 de noviembre de 1947 se elevó al Chocó a la categoría de departamento.
Durante este periodo el Chocó vivió su nacer económico. La importancia estratégica que cobró este territorio, el cual aumentó desde 1903 con la secesión de Panamá, por su ubicación geográfica y con ello los canales interoceánicos, más la importancia económica por explotación minera, atrajo el interés de variados personajes, grupos, instituciones y países. La minería, especialmente la del platino, fue la base fundamental de la actividad que atrajo la atención de aventureros e inversionistas extranjeros. De igual manera se dio el surgimiento de un grupo minoritario de comerciantes afrodescendientes que apoyó e integró la nueva clase social y política que se formaba; la población negra también creció en las áreas urbanas, convirtiéndose en el grupo social predominante.

## División territorial
La intendencia del Chocó estaba conformada por los siguientes municipios, de acuerdo al censo del año 1905:
- En la Provincia del Atrato:Quibdó (14.281), Murindó (2.424), Carmen (2.132), Lloró (1.989), Bagadó (1.234) y Rosario (925).

- En la Provincia de San Juan: Nóvita (9.806), Condoto (3.197), San Pablo (3.114 hab.), Baudó (5.974), Tadó (5.236), Cuéllar (2.245) y Sipí (1.661).